# انرژی درونی
در ترمودینامیک، انرژی درونی (به انگلیسی: Internal energy) به انرژی ذرات سازنده مواد گفته می‌شود که با U یا E نشان داده می‌شود. بالارفتن انرژی درونی به دو صورت تغییر دما یا فاز ماده ظاهر می‌شود. واحد انرژی درونی در سیستم SI، ژول است.

## ترکیب انرژی
انرژی درونی یک جسم مجموع تمام صورت‌های انرژی است که برای آن وجود دارد این صورت‌های عبارتند از:
| نوع             | ترکیبانرژی درونی (U)                                                                                               |
| --------------- | --- |
| انرژی بارز      | انرژی‌های جنبشی ملموس (حرکت و چرخش و لرزش مولکول‌ها، حرکت و اسپین الکترون و اسپین هسته).                             |
| انرژی نهان      | انرژی که برای تغییر فاز مصرف می‌شود.                                                                                |
| انرژی شیمیایی   | انرژی میان پیوند شیمیایی.                                                                                          |
| انرژی هسته‌ای    | انرژی بسیار زیادی که صرف نگاه داشتن هسته می‌شود.                                                                    |
| انرژی‌های متقابل | انرژی‌هایی که در سیستم به‌طور ذاتی وجود دارند (مثلاً تبادل گرما، تبادل جرم، کار و …) اما در هنگام فرایند مصرف می‌شوند. |
| انرژی گرمایی    | مجموع انرژی بارز و انرژی نهان.                                                                                     |

## قانون اول ترمودینامیک
قانون اول ترمودینامیک به بیان ریاضیاتی می‌گوید:
{\displaystyle \Delta U=\Delta Q+\Delta W\,}
که در آن
{\displaystyle \Delta U\,} تغییرات انرژی درونی
{\displaystyle \Delta Q\,} تغییرات گرما و
{\displaystyle \Delta W\,} تغییرات کار
می‌باشد.
اگر انرژی گرمایی وارد سامانه شده باشد علامت تغییرات گرما در رابطه بالا مثبت و اگر انرژی گرمایی از سامانه خارج و به محیط داده شده باشد علامت تغییرات گرما منفی خواهد بود. همچنین اگر سامانه بر روی محیط کار انجام داده باشد علامت تغییرات کار مثبت و در غیر این صورت علامت آن منفی خواهد بود.
این قانون بیان دیگری از پایستگی انرژی است.